# 赫米蒂奇島

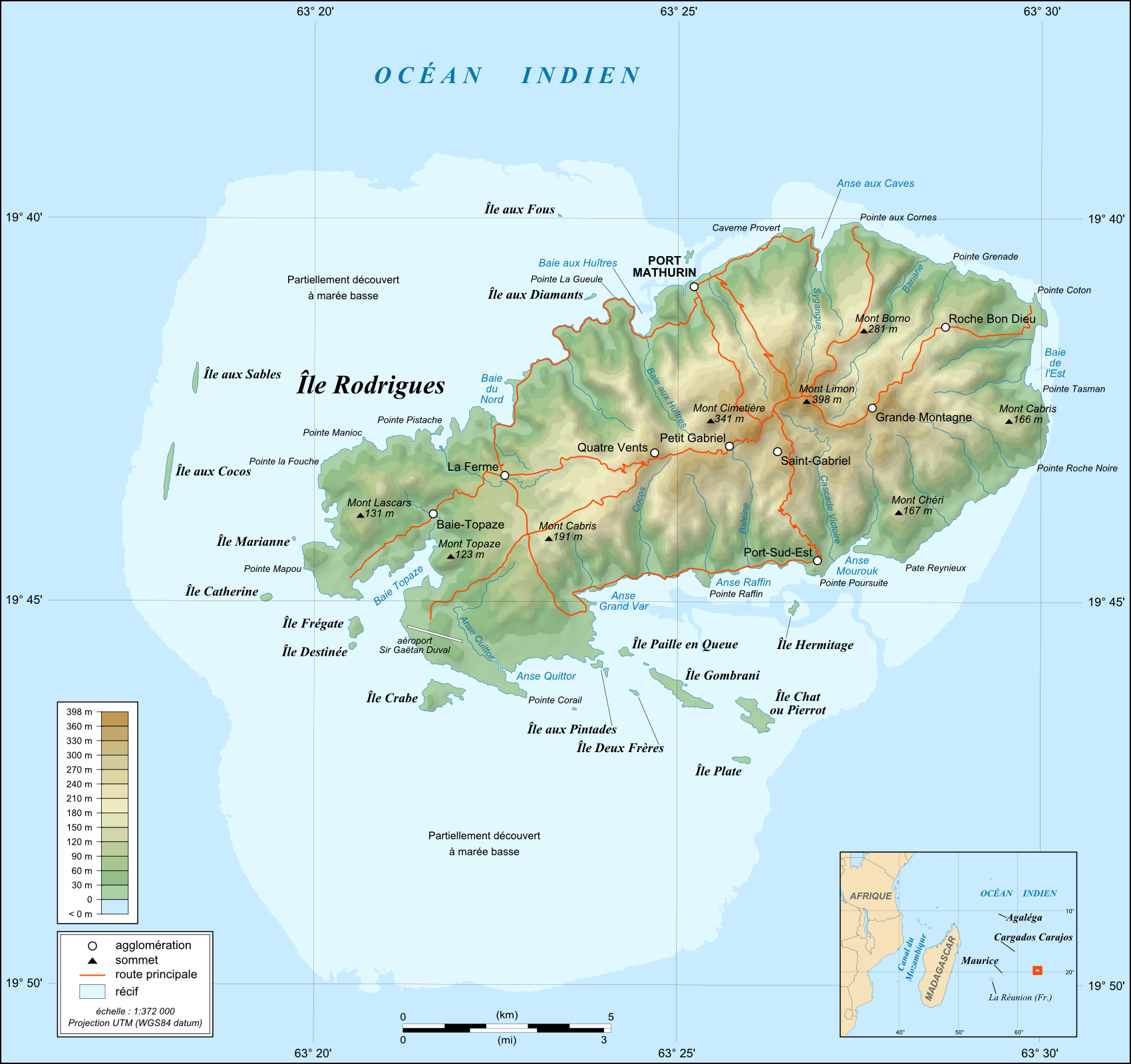

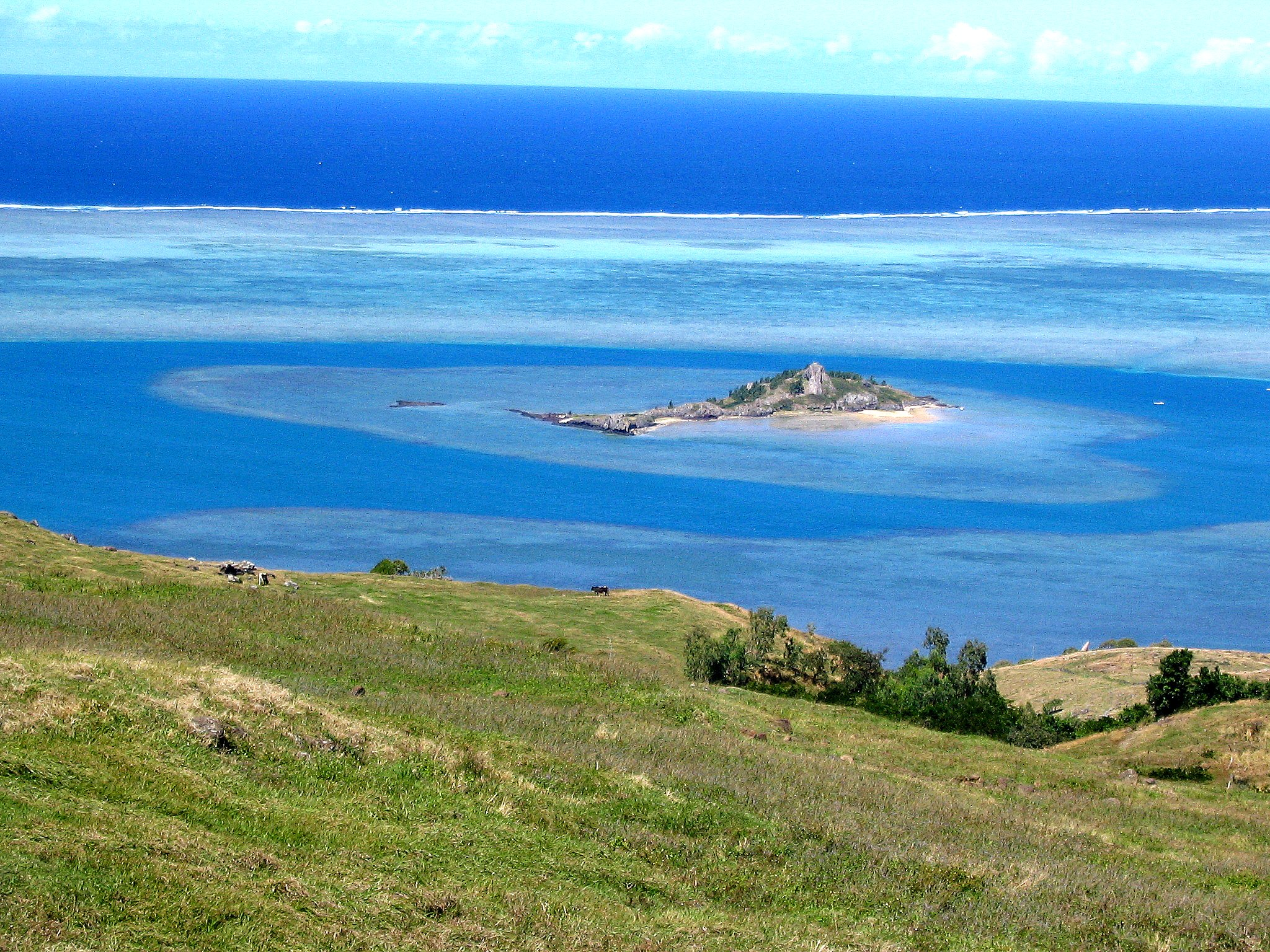
从罗德里格岛眺望赫米蒂奇島

赫米蒂奇島（英語：Hermitage Island）是毛里裘斯的島嶼，位於印度洋海域，屬於馬斯克林群島的一部分，長0.36公里、寬0.23公里，是熱門的旅遊地點，島上無人居住。